# Karl Wilhelm Harde
Karl Wilhelm Harde (* 1. Januar 1922; † 15. Oktober 1982) war ein deutscher Entomologe. Er ist vor allem als Koleopterologe hervorgetreten. Sein zentrales Werk ist Die Käfer Mitteleuropas, das er mit Gustav Adolf Lohse und Heinz Freude herausgab.

## Leben
Mit der Dissertation Das postnatale Wachstum cytoarchitektonischer Einheiten im Großhirn der weißen Maus, einem Beitrag zur Entwicklungsneurobiologie, wurde Harde 1948 von der philosophischen und naturwissenschaftlichen Fakultät der Westfälischen Wilhelms-Universität Münster promoviert.
Er fand eine Anstellung am Staatlichen Museum für Naturkunde Stuttgart (SMNS), dessen Entomologische Abteilung er von 1956 bis zu seinem Tod im Jahr 1982 leitete. Viele seiner wissenschaftlichen Forschungsergebnisse veröffentlichte er in der Reihe Stuttgarter Beiträge zur Naturkunde (aus dem Staatlichen Museum für Naturkunde in Stuttgart).
Im Jahr 1958 gehörte Harde zu den Gründungsmitgliedern der Arbeitsgemeinschaft württembergischer Koleopterologen (heute Arbeitsgemeinschaft Südwestdeutscher Koleopterologen, kurz ARGE SWD Koleopterologen), der er gemeinsam mit dem Arzt Rudolf Köstlin von 1958 bis 1982 vorstand.
Hardes wichtigste Leistung, die ihm internationale wissenschaftliche Anerkennung einbrachte, war die 1964 begonnene umfassende Darstellung Die Käfer Mitteleuropas, die  er zusammen mit Gustav Adolf Lohse und Heinz Freude herausgab. Diese kurz auch Freude/Harde/Lohse genannte Reihe brachte es in den folgenden Jahrzehnten auf 15 Bände und gilt als Standardwerk auf dem Gebiet der Koleopterologie.
Daneben trat Karl Wilhelm Harde jedoch auch dafür ein, naturwissenschaftliche Zusammenhänge in populärwissenschaftlicher und damit allgemein verständlicher Form aufzubereiten. Großen Erfolg hatte er mit seinem im Verlag Franckh-Kosmos erschienenen Bestimmungsbuch Der Kosmos-Käferführer. Die mitteleuropäischen Käfer (1981), das er selbst – dank der mehr als 1000 Farbbilder von František Severa (1924 bis 2005) – gewissermaßen als eine Ergänzung zum Freude/Harde/Lohse betrachtete. Die siebte Auflage erschien 2014. Harde wirkte zudem an weiteren Kosmos-Naturführern als Übersetzer, Bearbeiter oder Berater mit. Außerdem übersetzte und bearbeitete er mehrere naturkundliche Bücher für den Verlag Das Beste.

## Schriften

### Selbst verfasste Bücher
- Das postnatale Wachstum cytoarchitektonischer Einheiten im Großhirn der weißen Maus, Dissertationsschrift,  Münster 1948.
- Nützliches Ungeziefer. Nutzinsekten im Heim, mit Zeichnungen von Friedrich Heller u. a., Kosmos-Bibliothek (Band 244), Stuttgart 1964.
- als Mitherausgeber und Mitverfasser: Die Käfer Mitteleuropas, München 1964 ff. (15 Bände).
- zusammen mit Hans Pfletschinger: Bunte Welt der Käfer. 120 einheimische Käfer in Farbe, Farbfotos von F. Bretzendorfer und Zeichnungen von Sigrid Haag, Stuttgart 1978 (ISBN 3-440-04639-7).
- Der Kosmos-Käferführer. Die mitteleuropäischen Käfer, mit Farbbildern von František Severa, Stuttgart 1981 (7. Auflage [Neuauflage, überarbeitet von Martin Baehr] unter dem Titel Der Kosmos-Käferführer. Die Käfer Mitteleuropas. Kosmos, Stuttgart 2014, ISBN 978-3-440-13932-5).

### Übersetzungen und Bearbeitungen
- James Fisher, Julian Huxley (Hrsg.): Die Welt der Natur. Erde, Pflanze, Tier, Mensch (Originaltitel: Nature), Hausbuch des Wissens in Bildern (Band 2), Stuttgart 1962 (zuletzt Klagenfurt 1976) – Übersetzung und Bearbeitung zusammen mit Horst Bader.
- Gordon Manley (Hrsg.): Die Welt und ihre Kontinente. Unsere Erde, ihre Völker, ihre Schätze (Originaltitel: Geography. Our Planet, Its Peoples and Resources),  Hausbuch des Wissens in Bildern (Band 3), Stuttgart 1963 (zuletzt Klagenfurt 1976) – Übersetzung und Bearbeitung zusammen mit Horst Bader.
- Georg Rein, Joachim Zech: Wunderwelt der Schmetterlinge. Ein Führer zu unseren heimischen Schmetterlingen, Stuttgart 1967 (2. Auflage Stuttgart 1975, ISBN 3-440-03472-0) – Bearbeitung und Beratung.
- Autorenkollektiv: Reader's-Digest-Bildatlas der Tierwelt (Originaltitel: The Living World of Animals). Stuttgart, Zürich und Wien 1971 (mehrere Auflagen, zuletzt Stuttgart, Zürich und Wien 1987, ISBN 3-87070-293-1) – Übersetzung und Bearbeitung zusammen mit Herta Harde.
- Autorenkollektiv: Tiere in ihrer Welt. Wie sie leben und überleben, Stuttgart, Zürich und Wien 1974 (ISBN 3-87070-075-0) – Übersetzung und Bearbeitung.
- Jiří Zahradník: Der Kosmos-Insektenführer. Ein Bestimmungsbuch, Stuttgart 1976 (3. Auflage Stuttgart 1982, ISBN 3-440-04849-7) – fachliche Beratung für die deutsche Ausgabe.
- Durward L. Allen et al.: Natur erleben, Natur verstehen (Originaltitel: Joy of Nature),  Stuttgart, Zürich und Wien 1979 (ISBN 3-87070-138-2) – Übersetzung und Bearbeitung.
- Paul Whalley: Schmetterlinge erkennen, leicht gemacht. Europäische Tagfalter (Originaltitel: Hamlyn Nature Guide Butterflies), Stuttgart 1979 (ISBN 3-440-04749-0) – Übersetzung und Bearbeitung.